# سختدل
سختدل (بالفارسية: سختدل) هي مستوطنة تقع في قسم ورقه الريفي في إيران. يقدر عدد سكانها بـ 118 نسمة .